# Trifolium miegeanum
Trifolium miegeanum är en ärtväxtart som beskrevs av René Charles Maire. Trifolium miegeanum ingår i släktet klövrar, och familjen ärtväxter. Inga underarter finns listade i Catalogue of Life.